# Jan Kowalewicz

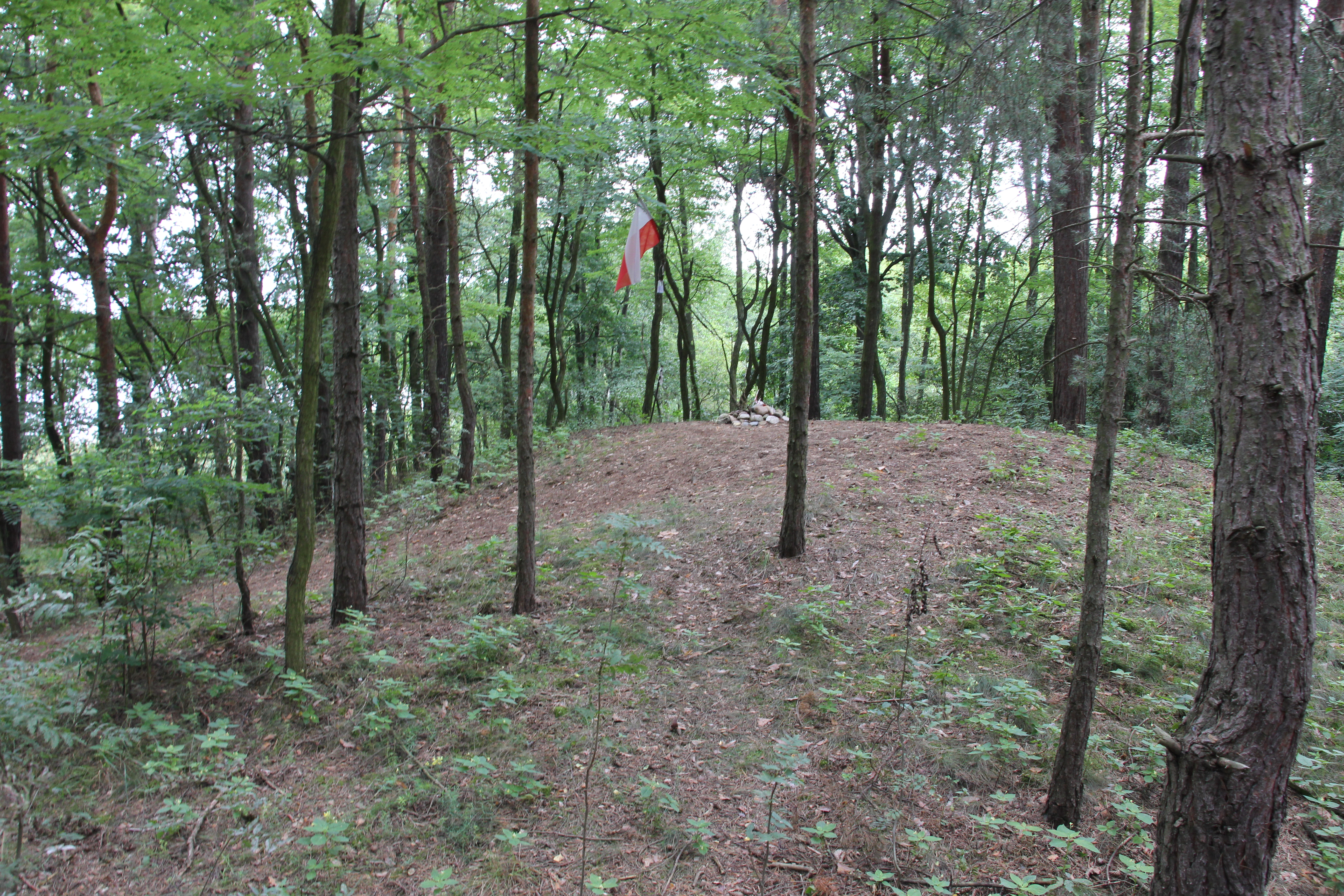
Kopiec Wilsona usypany przez Jana Kowalewicza

Jan Kowalewicz (także: Bartek z Piekła, ur. 31 grudnia 1858, zm. 21 maja 1945 w Brennie) – polski pustelnik, autor pamiętnika i kopca pamięci Woodrowa Wilsona.

## Życiorys
Zamieszkiwał, wraz z ojcem Ignacym, w odosobnionym gospodarstwie nad jeziorem Maszynek, na północ od leśniczówki Papiernia. Jego matką była druga żona Ignacego, Karolina z domu Wańska. Uczęszczał do szkoły w Górsku, brał też lekcje prywatne u nauczyciela Bartscha, ponieważ marzył o wykonywaniu zawodu nauczyciela, do czego nigdy nie doszło z biedy. Jego ojciec (będący na służbie u rolnika) wybudował własną chałupę na skraju lasu w Brennie, gdzie zamieszkiwał z żoną, siostrą żony, a później z dziećmi: Janem, Ignacym, Ludwiką i Maryną. Bartkiem z Piekła nazywały okoliczne dzieci początkowo jego ojca, a potem określenie to przeszło na niego (piekłem były z reguły tereny odosobnione, położone z dala od osad). Rodzice, brat, jedna siostra i siostra matki zmarli dość wcześnie. Pozostał z siostrą Ludwiką, która mieszkając w chacie po rodzicach, pomagała mu w gospodarstwie domowym. Mieszkała w domu po rodzicach, wzmocnionym przez Jana, który dla siebie wybudował osobną, niewielka chatę z gliny i kamienia. Po śmierci Ludwiki dom rodzinny zawalił się, a chata Jana była w bardzo złym stanie technicznym. Z tego powodu w ostatnich latach życia sypiał w stodole. 
Żył z pracy najemnej, zbieractwa, nasadzania drzew w gospodarstwach i przy drogach oraz płodów rolnych z własnej ziemi (początkowo miał niecałe dwie morgi, ostatecznie osiem mórg słabej ziemi). Hodował krowy, ryby i wyrabiał ser. Dobrze posługiwał się językiem polskim i niemieckim (choć był niechętny Niemcom), miał czytelny charakter pisma, posiadał też częściowa znajomość języka francuskiego i słownictwa łacińskiego oraz angielskiego. Od 1895, tj. od momentu powstania, prenumerował Przewodnik Katolicki. Czytywał również inne wydawnictwa, m.in. Głos Leszczyński. Czynił liczne zapiski w formie pamiętnika, który objął ostatecznie lata 1877 - 1922. Księga z zapiskami ma rozmiar 21 x 32,5 cm. Po odzyskaniu niepodległości przez Polskę postanowił uczcić przychylnego Polsce prezydenta Stanów Zjednoczonych, Woodrowa Wilsona i usypać mu pamiątkowy kopiec. Monument tworzył przez dwadzieścia lat, do późnej starości, wykorzystując niewielkie wzniesienie w pobliżu domu. Korzystał wyłącznie z własnych mięśni i prostych narzędzi, w tym początkowo z taczki. 
Na początku II wojny światowej Niemcy próbowali przesiedlić go do Miastka, ale ujął się za nim lokalny niemiecki leśniczy. Mimo to był przez władze okupacyjne szykanowany gospodarczo. 
Po zakończeniu II wojny światowej ukrywał przed wojskami sowieckimi syna hrabiego Bojanowskiego. Pochowany został w Brennie. Jego grób nie zachował się, pochowano tam później inną osobę.

## Upamiętnienie
W 2015 w Boszkowie otwarto ścieżkę przyrodniczo-edukacyjną Śladami Bartka z Piekła (10 km). Kopiec Wilsona istnieje, ale jest nieco spłaszczony przez erozję wodną. Miejsce jego dawnego zamieszkania nadal nazywa się piekłem, bartkowym piekłem lub też określa się jako koło Bartka.